# Mudford
Mudford – wieś w Anglii, w hrabstwie Somerset, w dystrykcie (unitary authority) Somerset. Leży 53 km na południe od miasta Bristol i 183 km na zachód od Londynu. W 2002 miejscowość liczyła 649 mieszkańców.